# Ingvar Ellefsen Dotzauer

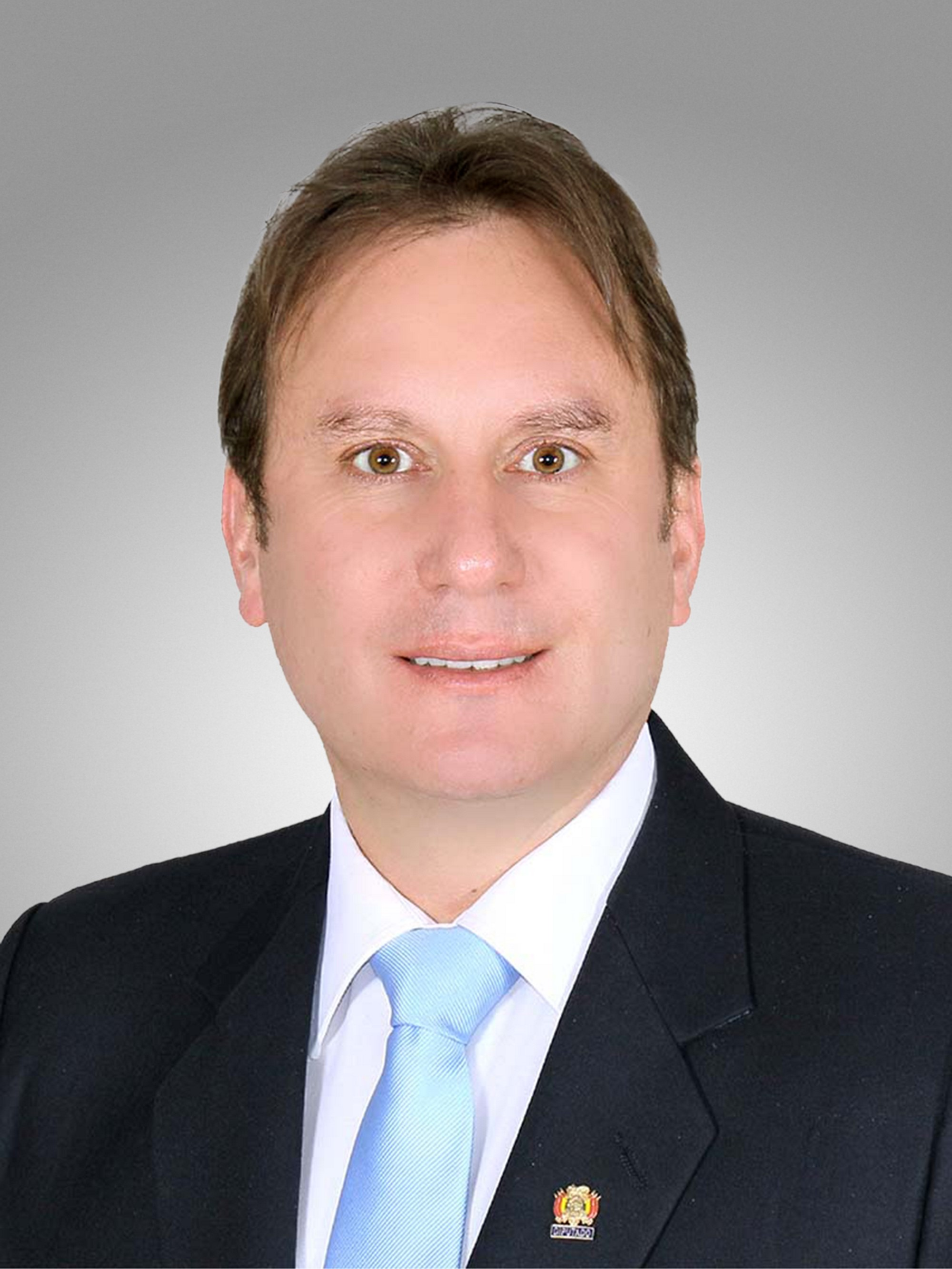
Ingvar Ellefsen Dotzauer (2020)

Ingvar Ellefsen Dotzauer (* 30. April 1971) ist ein bolivianischer Politiker der Comunidad Ciudadana (CC), der seit 2020 Mitglied des Abgeordnetenhauses von Bolivien ist.

## Leben
Ingvar Ellefsen Dotzauer wurde bei der Parlamentswahl am 18. Oktober 2020 für die Comunidad Ciudadana (CC) im Wahlkreis C-8 im Departamento La Paz zum Mitglied des Abgeordnetenhauses von Bolivien gewählt, des Unterhauses der Plurinationalen Legislativen Versammlung Boliviens. Seine Stellvertreterin wurde María Elena Reque Ascimani.
Mit Stand 2024 ist Ingvar Ellefsen Mitglied des Ausschusses für einheimische indigene Nationen und Völker, Bauern, Kulturen und Interkulturalität sowie des Unterausschusses für Coca.